# Syfy
Syfy (voorheen Sci-Fi Channel en Sci-Fi) is een Amerikaans kabeltelevisiekanaal gestart op 24 september 1992 dat gespecialiseerd is in fantasy, sciencefiction en horror.
Syfy is onderdeel van het amusementsconglomeraat NBC Universal. De zender was ook - tot 1 juli 2016 - in de Benelux te zien: Syfy Universal Benelux.

## Lijst van programma's op Syfy
- Alice
- Andromeda
- Ascension
- Battlestar Galactica
- Bionic Woman
- Black Scorpion
- Caprica
- The Chronicle
- Dark Matter
- Defiance
- Doctor Who
- The Dresden Files
- The Expanse
- Eureka
- Exposure
- ECW on Syfy
- Farscape
- First Wave
- Flash Gordon
- FTL Newsfeed
- Ghost Hunters
- Ghost Hunters International
- Ghost Hunters Academy
- Good vs. Evil
- Haven
- The Invisible Man
- The Librarians
- Mad Mad House
- Mission Genesis
- Mystery Science Theater 3000
- Painkiller Jane
- Paranormal Witness
- Proof Positive
- Sanctuary
- Scare Tactics
- Sliders
- Stargate SG-1
- Stargate Atlantis
- Torchwood
- Tremors
- Who Wants to Be a Superhero?
- WWE SmackDown